# Адад-шум-уцур
Адад-шум-уцур (Adad-šuma-uṣur; букв. «Адад потомство храни»; dIM-MU-ŠEŠ или mdIM-MU-ŠEŠ) — касситский царь Вавилонии, правил приблизительно в 1219 — 1188 годах до н. э.
Сын Каштилиаша IV.

## Титулы
- LU.GAL ŠÁR на кинжале из Луристана.
- Šakkanakku (хозяйственный текст).

## Биография
Адад-шум-уцур захватил престол в ходе восстания против Адад-шум-иддина (хроника P). После семилетнего правления Адад-шум-иддина знать Кар-Дуниаша и Вавилона возмутилась и свергла его, а Адад-шум-уцур был посажен на трон своего отца.
Адад-шум-уцур окончательно освободился от ассирийской зависимости и даже сам в свою очередь начал вмешиваться в дела Ассирийской державы, где после смерти Тукульти-Нинурты I начался упадок могущества царской власти.
Так известно, что во время войны Адад-шум-уцура и Энлиль-кудурри-уцура ассирийский вельможа Нинурта-апал-Экур, который, спасаясь от политических преследований, нашёл пристанище в Вавилоне, попытался захватить власть в Ашшуре. Вероятно, в этот раз он потерпел поражение и вынужден был отступить. Но известно, что Нинурта-апал-Экур таки стал царём Ассирии и правил до 1179 года до н. э.
Однако вавилонский царь не потребовал возвращения из Ашшура обратно в Вавилон статуи бога Мардука — то ли потому, что подобно многим касситским царям, был более поклонником Эллиля ниппурского, чем вавилонского бога, то ли потому, что церемония возвращения статуи бога требовала длительных подготовительных работ в разрушенном вавилонском храме. В Вавилоне изготовили новую статую Мардука, но уже после смерти Адад-шум-уцура.
Шумерская строительная надпись из Ниппура (в нескольких копиях) сообщает о строительных работах Адад-шум-уцура в храме Энлиля Э-кур.
Он правил 30 лет (царский список A). Его наследником был сын Мели-Шипак (который, однако, никогда не упоминает своего отца в своих надписях).